# Попівщина (Шосткинський район)
Попі́вщина — село в Україні, у Березівській сільській громаді Шосткинського району Сумської області. Населення становить 0 осіб.

## Географія
Село Попівщина розташоване на відстані 1 км від сіл Одрадне, Клочківка та Янів Хутір.
Поруч пролягає автомобільний шлях М02 (E101).

## Історія
12 червня 2020 року, відповідно до розпорядження Кабінету Міністрів України № 723-р «Про визначення адміністративних центрів та затвердження територій територіальних громад Сумської області», село увійшло до складу Березівської сільської громади.
19 липня 2020 року, в результаті адміністративно-територіальної реформи та ліквідації Глухівського району, село увійшло до складу новоутвореного Шосткинського району.